# Eduard Trippel
Eduard Trippel (n. 26 martie 1997, Rüsselsheim, Hessa, Germania) este un judocan ce a reprezentat Germania, medaliat olimpic. A participat la o ediție a Jocurilor Olimpice (2020) în care a câștigat o medalie de argint.